# Nikolaus Kunrath

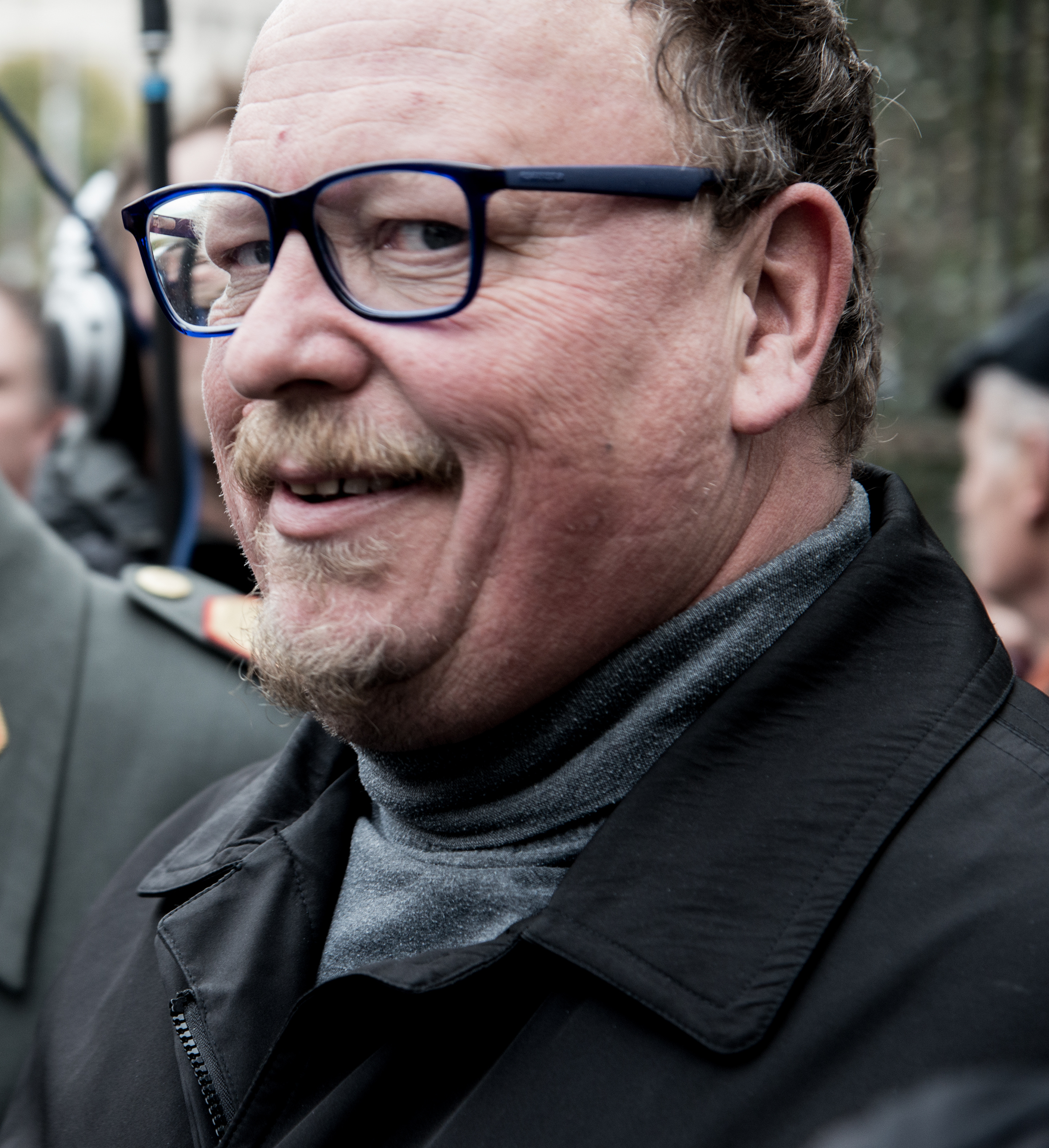
Nikolaus Kunrath (2014)

Nikolaus Kunrath (* 2. Juni 1960 in Wien), zumeist Niki Kunrath genannt, ist ein österreichischer Menschenrechtsaktivist und Politiker der Grünen. Er fungiert als Sprecher der überparteilichen Initiative Jetzt Zeichen setzen! und ist seit Jahren Organisator von Gedenkkundgebungen. Von Juni 2019 bis Juni 2025 war er Abgeordneter zum Wiener Landtag und Mitglied des Wiener Gemeinderates.

## Leben und Werk
Kunraths ehrenamtliches Engagement begann im Alter von 14 Jahren beim Evangelischen Jugendwerk und führte ihn schließlich nach verschiedenen Funktionen auf nationaler und internationaler Ebene in den Vorstand des Bundesjugendringes und des Ökumenischen Jugendrates Europa.
In den 1980er Jahren engagierte er sich in der Besetzung der Hainburger Au und gegen den Ankauf von Abfangjägern, war politischer Sprecher der Bürgerinitiative Schmelzpark und Vorsitzender des Stadtteilzentrum Ottakring.
Seine berufliche Laufbahn begann als Betreuer in einem Evangelischen Jugendwohnheim in Wien. Danach Mitarbeiter bei Konsum Österreich in der Aus- und Weiterbildung des mittleren Managements, danach 1991 und 1992 im Iran und Irak als Regierungskoordinator der Österreichischen Kurdenhilfe und der Caritas Österreich. Ende 1992 gründete er gemeinsam mit anderen SOS Mitmensch und war 1993 an der Organisation des Lichtermeeres beteiligt, wofür die Initiatoren den Bruno-Kreisky-Menschenrechtspreis erhielten. Von 1992 bis 1998 fungierte er als Generalsekretär von SOS Mitmensch. Von 1993 bis 1996 fungierte er als Österreich-Koordinator von starting line, einer europaweiten Kampagne für Antidiskriminierungsbestimmung im sogenannten „Amsterdamer“  EU-Vertrag Art. 13. 1995 war er als Geschäftsführer des Evangelischen Flüchtlingsdienstes bestellt. 1996 beteiligte er sich an der Europarats-Kampagne all equal – all different, 1997 wurde ihm der Österreich-Vorsitz im Europäischen Jahr gegen Rassismus übertragen. Im Menschenrechtsjahr 1998 war er aktiv beteiligt daran, dass ein Antidiskriminierungsgesetz durch NGOs verschiedener benachteiligter und diskriminierter Gruppen erarbeitet wurde. Von 1998 bis 2000 gehörte Kunrath dem Integrationsbeirat beim Bundesministerium für Inneres an, 1999 war er Gründungsmitglied des Europäischen Netzwerkes gegen Rassismus.
Seit 1999 ist Kunrath bei den Grünen Österreich, seit 2005 bei der Grünen Alternative Wien beruflich tätig. Seit 2003 gehört er als Grünes Mitglied der parlamentarischen Bundesheer-Kommission und seit 2005 der Wiener Wohnungskommission I an. Zu seinen Schwerpunkten zählten die Unterstützung des Projekts Zehntes Bundesland und der Kampagnen für Terezija Stoisits und Ulrike Lunacek. 2000 bis 2004 war er im Grünen Klub im Parlament als Referent für Frieden, Sicherheit und Landesverteidigung und Mitarbeiter von Peter Pilz tätig. 2005 wechselte er in den Grünen Klub im Wiener Rathaus. Seit 2006 fungiert er als Vorstandsmitglied im Verein Hemayat, der die Betreuung von Folter- und Kriegsüberlebenden übernimmt. Weiter fungiert er seit 2012 als Sprecher der überparteilichen Initiative Jetzt Zeichen setzen!, die gegen jede Form des Rechtsradikalismus auftritt. Er schreibt auch regelmäßig politische Artikel, beispielsweise für Marco Schreuders blog. 2013 war er an der grünen Mahnwache Nie wieder Faschismus! beteiligt.
Aufgrund des Wechsels von Birgit Hebein als Vizebürgermeisterin in Landesregierung und Stadtsenat Ludwig I im Juni 2019 und dem Mandatsverzicht von Ewa Dziedzic und Daniel Landau wurde er Abgeordneter zum Wiener Landtag und Mitglied des Wiener Gemeinderates.